# اینترتریگوی کاندیدایی
اینترتریگوی کاندیدایی یک عفونت پوستی توسط کاندیدا آلبیکنس است که بیشتر بین چین‌های بین‌ زوایای پوست‌های مجاور هم بوجود می‌آید.

## همچنین ببینید
- کاندیدیاز
- اینترتریگو
- ضایعه پوستی